# گاتزانیگا
گاتزانیگا (به ایتالیایی: Gazzaniga) یک کومونه در ایتالیا است که در استان برگامو واقع شده‌است. گاتزانیگا ۱۴٫۷ کیلومتر مربع مساحت و ۵٬۰۰۵ نفر جمعیت دارد و ۳۸۶ متر بالاتر از سطح دریا واقع شده‌است.